# Gajówka (województwo małopolskie)
Gajówka – osada leśna w Polsce położona w województwie małopolskim, w powiecie miechowskim, w gminie Charsznica.
W latach 1975–1998 miejscowość administracyjnie należała do województwa kieleckiego.